# Olivier Claverie
Pour les articles homonymes, voir Claverie.
Olivier Claverie est un acteur français, né le 3 avril 1959 à Melun (Seine-et-Marne).

## Biographie
Olivier Claverie commence sa carrière au théâtre dans la compagnie des Baladins en Agenais. En 1985, il se fait remarquer dans le rôle d'Anselme dans L'Avare de Molière.
Début novembre 2021 diffuse le téléfilm dramatique Doutes de François Hanss sur Arte, où il joue le mari d'Agnès Baer, rédactrice en chef et présentatrice de L'Ombre d’un doute (2011-2015), ici incarnée par Muriel Robin, qui recrute Jeanne — interprétée par Élodie Wallace — sans savoir que cette dernière est victime d’un viol commis par son mari, lorsqu'elle avait 11 ans.
Mi-octobre 2022, il est en plein tournage, retrouvant Muriel Robin, aux côtés d'Anne Le Nen et Victor Meutelet, pour une diffusion de la série policière Master Crimes (2023) sur TF1.
Fin novembre 2023, aux côtés de Valérie Lemercier et Finnegan Oldfield, il apparaît, incarnant l'éducateur d’une association qui recueille des jeunes homos ou trans rejetés par leur famille, dans la comédie dramatique L'Arche de Noé de  Bryan Marciano.

## Filmographie partielle

### Cinéma

#### Longs métrages
- 1996 : Un samedi sur la Terre de Diane Bertrand : Jean Chardonnet
- 1997 : Je ne vois pas ce qu'on me trouve de Christian Vincent : le journaliste radio
- 1998 : Les Couloirs du temps : Les Visiteurs 2 de Jean-Marie Poiré : le médecin
- 1999 : Les Enfants du siècle de Diane Kurys : Pinson
- 2000 : Stand-by de Roch Stéphanik : le client à l'ordinateur
- 2000 : Le Cœur à l'ouvrage de Laurent Dussaux : le châtelain
- 2001 : Belphégor, le fantôme du Louvre de Jean-Paul Salomé : le légiste
- 2001 : Voyance et Manigance d'Éric Fourniols : Robert
- 2003 : Bon Voyage de Jean-Paul Rappeneau : le maître Vouriot
- 2003 : Le Coût de la vie de Philippe Le Guay : Roberto
- 2004 : Mariage mixte d'Alexandre Arcady : le joaillier
- 2004 : Comme une image d'Agnès Jaoui : l'éditeur
- 2004 : Le Convoyeur de Nicolas Boukhrief : l'employé irascible
- 2005 : Saint-Jacques… La Mecque de Coline Serreau : le notaire
- 2005 : L'Enfer de Danis Tanović : un professeur
- 2005 : Je ne suis pas là pour être aimé de Stéphane Brizé : le dragueur
- 2005 : L'Annulaire de Diane Bertrand : M. Ryen
- 2005 : Angel-A de Luc Besson : le secrétaire américain
- 2006 : 7 ans de Jean-Pascal Hattu : un gendarme
- 2006 : Azur et Asmar de Michel Ocelot : le Sage Yadoa (voix)
- 2007 : La Vie d'artiste de Marc Fitoussi : le directeur de casting
- 2009 : Coco Chanel et Igor Stravinsky de Jan Kounen : Joseph
- 2009 : Divorces de Valérie Guignabodet : le bâtonnier
- 2009 : Quelque chose à te dire de Cécile Telerman : le divisionnaire
- 2011 : Je n'ai rien oublié de Bruno Chiche : Dr Cohen
- 2011 : The Island de Kamen Kalev : Simon
- 2011 : Présumé Coupable de Vincent Garenq : le procureur
- 2011 : Let My People Go! de Mikael Buch : M. Schwartz
- 2012 : Ma bonne étoile d'Anne Fassio : l'huissier
- 2012 : 10 jours en or de Nicolas Brossette : M. Pérez
- 2012 : Un plan parfait de Pascal Chaumeil : l maître Maillard
- 2014 : Bird People de Pascale Ferran : l'homme de la réunion à La Défense
- 2017 : Numéro une de Tonie Marshall : le secrétaire général à l'Élysée
- 2019 : Tanguy, le retour d’Étienne Chatiliez : Axel
- 2019 : Selfie de Marc Fitoussi : le prof d'histoire-géographie
- 2021 : Mystère à Saint-Tropez de Nicolas Benamou : le médecin
- 2022 : Downton Abbey 2 : Une nouvelle ère (Downton Abbey: A New Era) de Simon Curtis : Gannay, l'avocat des Montmirail
- 2022 : La Dégustation d'Ivan Calbérac : Dr Milmont
- 2022 : Le Tigre et le Président de Jean-Marc Peyrefitte : Raymond Poincaré
- 2023 : L'Arche de Noé de  Bryan Marciano : Gilles

#### Courts métrages
- 2004 : Les Parallèles de Nicolas Saada : le vendeur
- 2005 : Pas bouger ! de Xavier Daugreilh : l'oncle
- 2005 : Bonbon au poivre de Marc Fitoussi : M. Malaquais
- 2009 : Les Voies du seigneur de Nicolas Mesdom : l'évêque
- 2009 : Comment j'ai accepté ma place parmi les mortels de Mikael Buch : M. Barlitowski
- 2011 : Déjeuner à Foisse de Thomas Kergal : Jean-Michel Foisse
- 2013 : Une route sans kilomètre de Laurent Lagarrigue et Sophie Proux : Phil Robertson
- 2015 : Blank de Sébastien Berna
- 2019 : Mon œil de Richard Marizy

### Télévision

#### Téléfilms
- 1998 : De gré ou de force de Fabrice Cazeneuve : Gridège
- 1998 : Deux mamans pour Noël de Paul Gueu : le maître Daumont
- 1999 : La Voleuse de Saint-Lubin de Claire Devers : le maitre Vigne
- 1999 : Le Frère Irlandais de Robin Davis : le médecin
- 2001 : Agathe et le grand magasin de Bertrand Arthuys : le mari de Rosine
- 2002 : Le Voyage organisé d'Alain Nahum : Delambre
- 2003 : Une villa pour deux de Charlotte Brändström : M. Blancheteau
- 2003 : La Vie érotique de la grenouille de Bertrand Arthuys : le directeur artistique
- 2006 : Une juge sous influence de Jean-Louis Bertuccelli : Carbucci
- 2006 : Marie Besnard, l'empoisonneuse de Christian Faure : le juge d'instruction
- 2006 : Le Grand Charles de Bernard Stora : Gaston de Bonneval
- 2007 : L'Affaire Sacha Guitry de Fabrice Cazeneuve : le maître Chresteil
- 2008 : Le Nouveau monde d'Étienne Dhaene : le psychologue
- 2009 : Folie douce de Josée Dayan : Dr Krantz
- 2010 : Un lieu incertain de Josée Dayan : Dr Lavoisier
- 2010 : Ni reprise, ni échangée de Josée Dayan : un policier
- 2010 : Frères de Virginie Sauveur : l'avocat
- 2011 : Goldman de Christophe Blanc : le maître Kiejman
- 2012 : Moi à ton âge de Bruno Garcia : le proviseur Convert
- 2012 : L'Innocent de Pierre Boutron : le commandant Gendarmerie
- 2012 : Meurtres à Saint-Malo de Lionel Bailliu : Beaulieu
- 2013 : Les Anonymes - Ùn' pienghjite micca de Pierre Schoeller : le juge Bruguière
- 2014 : La Loi, le combat d'une femme pour toutes les femmes de Christian Faure : Jean Foyer
- 2015 : Dame de glace de Camille Bordes-Resnais : le procureur
- 2020 : De Gaulle, l’éclat et le secret de François Velle : Maurice Schumann
- 2021 : Doutes de François Hanss : Gabriel

#### Séries télévisées
- 1998 : Le juge est une femme : Fred Testard (saison 4, épisode 1 : Le Rachat)
- 1999 : Avocats et Associés : l'avocat de la partie civile (saison 2, épisode 4 : Le Prix des sens)
- 1999 : P.J. : Théron (saison 3, épisode 5 : Planques)
- 2000-2002 : Sauvetage : David (2 épisodes)
- 2001 : Navarro : Dr Hamel (saison 13, épisode 3 : Jusqu'au bout de la vie)
- 2001 : Avocats et Associés : Donald (saison 4, épisode 3 : Partie civile)
- 2002 : L'Enfant des lumières : Pierre de Civry (saison 1, épisode 1)
- 2003 : Les Enquêtes d'Éloïse Rome : Steve Courtois (saison 3, épisode 1 : Le protecteur)
- 2003-2004 : Avocats et Associés : le maître Weber (2 épisodes)
- 2004 : Le Camarguais : Ulysse (saison 1, épisode 7 : Jean-Jean)
- 2005 : Les Cordier, juge et flic : le technicien balistique (saison 13, épisode 4 : Silences coupables)
- 2005 : P.J. : Quintard (saison 9, épisode 5 : Ambitions)
- 2005 : Diane, femme flic : le maître Germon (saison 3, épisode 3 : Parents indignes)
- 2006 : Avocats et Associés : le juge de l'affaire Gilberte (saison 14, épisode 3 : Les deux font la paire)
- 2007 : Chez Maupassant : le curé (saison1, épisode 5 : Le Père Amable)
- 2007 : Avocats et Associés : le juge (saison 15, épisode 1 : Désordre)
- 2007 : Avocats et Associés : le président de l'affaire Berthille (saison 15, épisode 8 : Déni)
- 2007 : RIS police scientifique : Maxime Gantier (saison 2, épisode 12 : Voyance)
- 2007 : Sur le fil : le commissaire Galieni (saison 1, épisode 4 : Torts exclusifs)
- 2007-2010 : Avocats et Associés : le juge Étienne Mandernier (6 épisodes)
- 2008 : Engrenages : Razeski (saison 2, épisode 4)
- 2008 : Le juge est une femme : le professeur Henri Dumont (saison 14, épisode 4 : La Menace)
- 2009 : Femmes de loi : Augustin Rohmer (saison 9, épisode 3 : La vérité sur le bout des doigts)
- 2010 : Maison close : le sénateur Gaudissart
- 2010 : La Commanderie : le monseigneur Ravello (3 épisodes)
- 2014 : Les Hommes de l'ombre :  Glasberg (saison 2, épisode 5 : Chantage)
- 2014 : La Loi de Barbara : le maître Bertrand Deslandes (3 épisodes)
- 2015 : Paris : le rédacteur en chef (3 épisodes)
- 2015 : Virage Nord :  Jean-Michel Lartigue (3 épisodes)
- 2018 : Baron noir : Louis Lecleach (2 épisodes)
- 2018 : Speakerine : le ministre de l'intérieur (4 épisodes)
- 2018 : Dix pour cent : le maître Hirsh (4 épisodes)
- 2018 : Das Boot : le prêtre (3 épisodes)
- 2019-2020 : Infidèle : Yves (9 épisodes)
- 2021 : Mongeville : Nelson Marceau (saison7, épisode 3 : Les Ficelles du métier)
- depuis 2023 : Master Crimes : le commissaire Oscar Rugasira (6 épisodes)
- 2024 : Franklin (mini-série) : Jacques-Donatien Le Ray de Chaumont

### Doublage
- 2022 : Le Pharaon, le Sauvage et la Princesse : le vizir (Pharaon !), l'intendant (Le Beau Sauvage), le sultan et le premier passant (La Princesse des roses et le Prince des beignets) (création de voix)

## Théâtre
- 1985 : L'Avare, de Molière. Mise en scène : Roger Louret
- 1985 : À la feuille de rose, maison turque, de Guy de Maupassant. Mise en scène : Cupidon Vénus
- 1986 : Aliénor Duchesse d'Aquitaine, de Benjamin Vincent. Mise en scène : Roger Louret.
- 1989 : La guerre de Troie n'aura pas lieu, de Jean Giraudoux. Mise en scène : Marianne Valéry
- 1989 : Le Misanthrope et l'Auvergnat, d'Eugène Labiche. Mise en scène : Roger Louret
- 1990 : La locandiera, de Carlo Goldoni. Mise en scène : Roger Louret
- 1990 : Le Malade imaginaire, de Molière. Mise en scène : Roger Louret
- 1990 : Les Vacances brouillées, de Benjamin Vincent. Mise en scène : Roger Louret
- 1996 : Le Neveu de Rameau, d'après Diderot. Mise en scène : Guy Louret
- 2012 : L'Alouette de Jean Anouilh, mise en scène Christophe Lidon, théâtre Montparnasse
- 2015 : Irma la Douce d'Alexandre Breffort, mise en scène Nicolas Briançon, théâtre de la Porte-Saint-Martin
- 2016 : Peau de vache de Pierre Barillet et Jean-Pierre Gredy, mise en scène Michel Fau, théâtre Antoine
- 2019 : La Dégustation de Ivan Calbérac, mise en scène de l'auteur, théâtre de la Renaissance
- 2022 : Le Cercle des illusionnistes de et mise en scène Alexis Michalik, Le Splendid
- 2022 : Les Crapauds fous de et mise en scène Mélody Mourey, Le Splendid
- 2025 : Le Journal d'Antoine Beauquier, mise en scène Anne Bouvier, théâtre de Paris

## Distinction
Nomination
- Molières 2019 : Molière du comédien dans un second rôle pour La Dégustation